# Hrabstwo Blaine (Montana)
Hrabstwo Blaine (ang. Blaine County) – hrabstwo w stanie Montana w Stanach Zjednoczonych, przy granicy z Kanadą. Według szacunków United States Census Bureau w roku 2023 miało 6899 mieszkańców. Połowę jego populacji stanowią Indianie.
Hrabstwo powstało w 1895 roku. Jego siedzibą administracyjną jest Chinook.

## Miejscowości
Miasta
- Chinook
- Harlem

CDP
- Fort Belknap Agency
- Hays
- Lodge Pole
- Turner

## Sąsiednie hrabstwa
- Hrabstwo Hill (zachód)
- Hrabstwo Chouteau (południowy zachód)
- Hrabstwo Fergus (południe)
- Hrabstwo Phillips (wschód)
- Gmina wiejska Reno nr 51, Kanada (północny zachód)
- Gmina wiejska Frontier nr 19, Kanada (północ)
- Gmina wiejska Lone Tree nr 18, Kanada (północny wschód)

## Demografia
Według danych pięcioletnich z 2022 roku, 51,7% mieszkańców stanowiła rdzenna ludność Ameryki, 43,1% ludność biała nielatynoska, 3,6% było rasy mieszanej, 3,6% to Latynosi jakiejkolwiek rasy, 0,8% ludność czarna lub Afroamerykanie i 0,04% to Azjaci.
Średni dochód gospodarstwa domowego (dane z 2022) w hrabstwie wynosi 58 507 dolarów, zaś dochód na mieszkańca 24 353 dolarów. 17,3% mieszkańców żyje poniżej relatywnej granicy ubóstwa.

## Religia
Religijność hrabstwa zdominowana jest przez Kościół katolicki (21% w 2020) i różnorodne wspólnoty protestanckie (głównie luterańskie, zielonoświątkowców i liczącą 173 osób społeczność huterytów). 3% mieszkańców hrabstwa stanowią mormoni.

## Polityka
Hrabstwo uznawane jest za wahające się politycznie. W wyborach prezydenckich w 2020 roku, Joe Biden wygrał z Donaldem Trumpem stosunkiem głosów 51% do 47,1%, następnie w 2024 roku Donald Trump pokonał Kamalę Harris – 51% do 44,2%. 